# Martin Remacle
Martin Remacle (Verviers, 16 de maio de 1997) é um futebolista profissional belga que atua como meia.

## Carreira
Martin Remacle começou a carreira no Predefinição:Futebol Standard Liège.